# Špunti na cestě
Špunti na cestě je český komediální a rodinný seriál z roku 2022. Seriál režíroval Jiří Chlumský, scénář k němu napsali Marcel Bystroň a Petr Hudský. Předlohou pro seriál byl Chlumského film Špunti na vodě, který v kinech vidělo téměř půl milionu diváků. Své role z filmu si zopakovali Jiří Langmajer, Pavel Liška, Tatiana Dyková, Anna Polívková nebo Jana Kvantiková, v seriálu se nově objevili Miroslav Donutil, Pavla Gajdošíková, nebo David Novotný (který si zahrál roli Davida Veselého, ve filmu ztvárněného Hynkem Čermákem).
Třináctidílný seriál měl premiéru dne 7. ledna 2022 na prvním programu České televize.
Na Slovensku v roce 2022 vysílala seriál TV Markíza.

## Synopse
Seriál vypráví o rodině Veselých, kteří se vydávají na dovolenou. Místo původně plánovaného zájezdu k moři se však shodou náhod ocitnou v upraveném obytném autobusu. Během prázdnin spolu zažívají mnoho okamžiků, které nesourodou rodinu postupně semknou dohromady.

## Obsazení

### Hlavní a vedlejší role
| David Novotný     | David Veselý       |
| Anna Polívková    | Alice Veselá       |
| Jiří Langmajer    | JUDr. Igor Veselý  |
| Tatiana Dyková    | Nela Veselá        |
| Pavel Liška       | Ondra Veselý       |
| Miroslav Donutil  | strýc Karel Veselý |
| Arnošt Goldflam   | Arnošt Veselý      |
| Dana Syslová      | Eliška Veselá      |
| Filip Antonio     | Kuba Veselý        |
| Viktor Antonio    | Mates Veselý       |
| Antonín Holoubek  | Vojta Veselý       |
| Veronika Divišová | Bára Veselá        |
| Ella Dvořáková    | Klára Veselá       |
| Jolana Jirotková  | Kačenka Veselá     |
| Pavla Gajdošíková | Jitka Kozová       |
| Jana Kvantiková   | Zlatica Krčáková   |

### Epizodní role
| Libuše Švormová        | učitelka Petráková (1. a 12. díl)                             |
| Leonard Hädler Stirský | Kendy, přítel a později expřítel Báry Veselé (1. 2. a 4. díl) |
| Pavlína Kindlová       | sestra na pohotovosti (1. díl)                                |
| Tomáš Dastlík          | Medvídek (1. 2. 3. 4. a 13. díl)                              |
| Amelie Pokorná         | Tereza, dcera Medvídka (1. 2. 3. a 4. díl)                    |
| Petr Uhlík             | Šorty (1. 2. 3. a 4. díl)                                     |
| Tereza Volánková       | Veveřice (1. 2. 3. a 4. díl)                                  |
| Eva Leinweberová       | Prodavačka Ivana (2. 10. 12 a 13. díl)                        |
| Alice Bransten         | Šarlota, dcera Ivany (2. díl)                                 |
| Milan Enčev            | porybný Venca Maliňák (2. díl)                                |
| Veronika Marková       | servírka Zuzana (5. a 6. díl)                                 |
| Pavel Řezníček         | guru Slávek (7. a 13. díl)                                    |
| Radek Holub            | Jaromír Koza, formální manžel Jitky Kozové (9. a 13. díl)     |
| Miloslav Mejzlík       | Josef, otec Nely (12. a 13. díl)                              |
| Hana Doulová           | Stela, matka Nely (12. a 13. díl)                             |

## Seznam dílů
| Č. v seriálu | Název              | Režie         | Scénář                      | Datum premiéry  | Sledovanost |
| ------------ | ------------------ | ------------- | --------------------------- | --------------- | ----------- |
| 1            | Poslední prázdniny | Jiří Chlumský | Marcel Bystroň, Petr Hudský | 7. ledna 2022   | 1 698 000   |
| 2            | Smlouva            | Jiří Chlumský | Marcel Bystroň, Petr Hudský | 14. ledna 2022  | 1 563 000   |
| 3            | Velký vůz          | Jiří Chlumský | Marcel Bystroň, Petr Hudský | 21. ledna 2022  | 1 409 000   |
| 4            | Krab               | Jiří Chlumský | Marcel Bystroň, Petr Hudský | 28. ledna 2022  | 1 481 000   |
| 5            | Partyzán           | Jiří Chlumský | Marcel Bystroň, Petr Hudský | 4. února 2022   | 1 418 000   |
| 6            | Vesna              | Jiří Chlumský | Marcel Bystroň, Petr Hudský | 11. února 2022  | 1 181 000   |
| 7            | Guru               | Jiří Chlumský | Marcel Bystroň, Petr Hudský | 18. února 2022  | 1 248 000   |
| 8            | Únos               | Jiří Chlumský | Marcel Bystroň, Petr Hudský | 25. února 2022  | 1 291 000   |
| 9            | Koza               | Jiří Chlumský | Marcel Bystroň, Petr Hudský | 4. března 2022  | 1 197 000   |
| 10           | Sabotér            | Jiří Chlumský | Marcel Bystroň, Petr Hudský | 11. března 2022 | 1 077 000   |
| 11           | Doba kamenná       | Jiří Chlumský | Marcel Bystroň, Petr Hudský | 18. března 2022 | 1 082 000   |
| 12           | Host do domu       | Jiří Chlumský | Marcel Bystroň, Petr Hudský | 25. března 2022 | 1 094 000   |
| 13           | Karel Veselý       | Jiří Chlumský | Marcel Bystroň, Petr Hudský | 1. dubna 2022   | 1 184 000   |